# شدوووو (شهرستان گنگزنو)
شدوووو (به لهستانی:  Szydłowo) یک روستا در لهستان است که در گمینا تژمشنو واقع شده‌است.